# ボガンバラ・スタジアム
ボガンバラ・スタジアム（シンハラ語: බෝගම්බර ක්‍රිඩාංගනය, 英語: Bogambara Stadium）とは、スリランカのキャンディにある多目的競技場であり、スリランカで最も古い競技場の一つである。現在は主にラグビーの試合に使用されており、7人制ラグビーの国際試合であるスリランカ・セブンズの試合が開催されていた。収容人数は30,000人。
ボガンバラ・スタジアムは、ラグビー、サッカー、ホッケー、陸上競技、ネットボール、バスケットボール、ソフトボール、クリケットと様々なスポーツの会場として利用される。

## 沿革
ボガンバラ・スタジアムの原型は、1897年に沼地を整備して作られた運動場である。かつてはカーニバル、競技会、サーカス、ジムカーナが開催され、イギリス植民地時代のの処刑場にもなっていた。多数のスポーツクラブと学校が運動場を利用してクリケット、サッカー、ラグビー、ホッケー、陸上競技の試合や競技会を実施した。

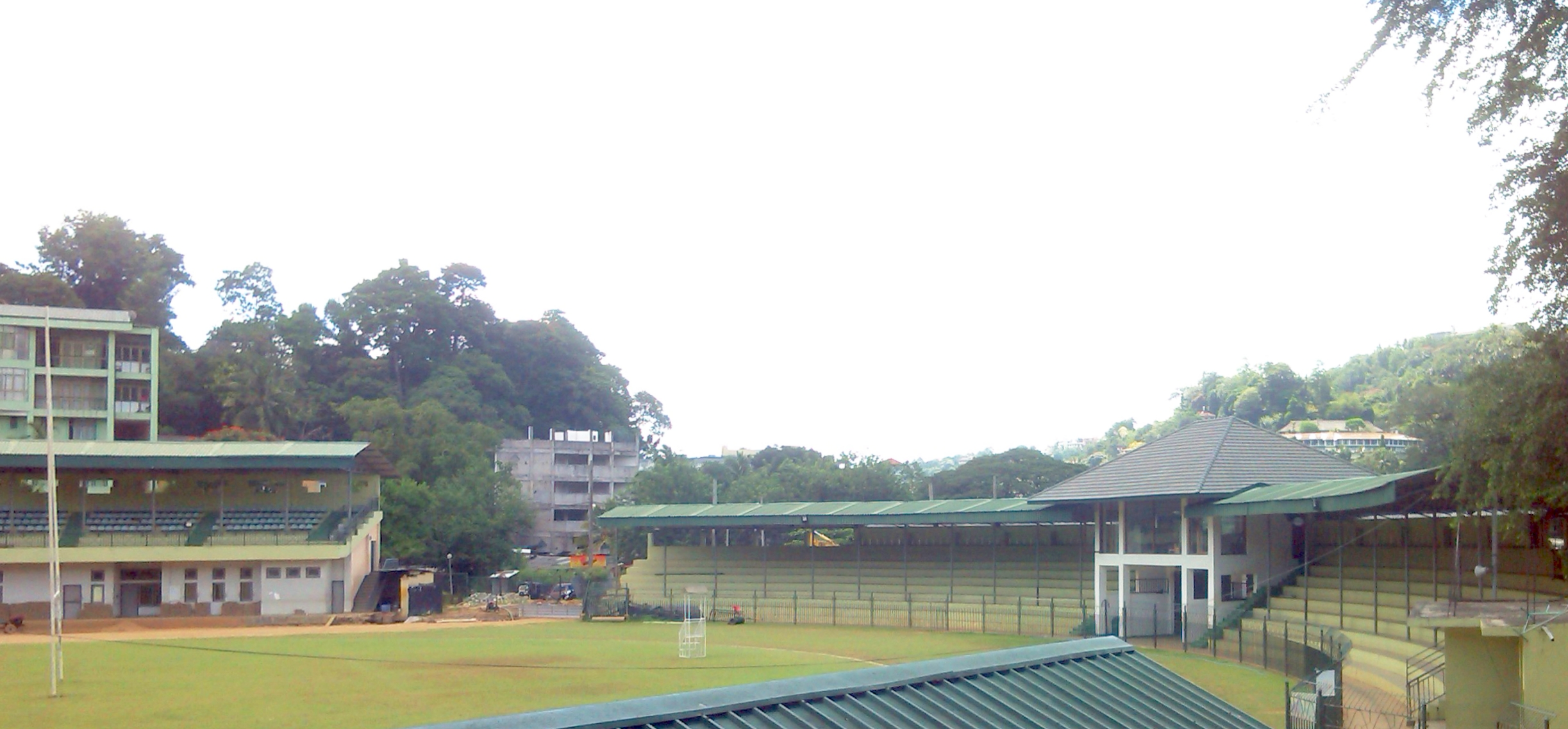
2015年の再開発後のスタジアムの内部

キャンディのスポーツの興行主・慈善家で寄付金を集めたE. W. バーラスーリヤや他の現地の政治家の援助を受けて改築工事を始めた特M.B.サマラコーンの貢献によって、1972年に運動場は近代的な競技場に改修された。1997年にボガンバラ・スタジアムは国際基準のスタジアムに格上げされたが、工事費用の8,900万ルピーのうち75%は国防副大臣のアヌルッダ・ラトワッテーが代表を務めるキャンディ地区スポーツ発展財団からの資金援助で占められていた。スタジアムは市議会の後援の下で再改修され、現在はスポーツ省が施設を所有している。